# 小行星25414
小行星25414（25414 Cherkassky）是一颗绕太阳运转的小行星，为主小行星带小行星。该小行星于1999年11月19日发现。

## 轨道参数
小行星25414的轨道半长轴为383 150 329 km，2.5611653 UA，离心率为0.182。